# Hiekkasaari (ö i Norra Karelen, Joensuu, lat 62,88, long 29,45)
Hiekkasaari är en ö i Finland. Den ligger i sjön Höytiäinen och i kommunen Polvijärvi i den ekonomiska regionen  Joensuu ekonomiska region  och landskapet Norra Karelen, i den sydöstra delen av landet, 400 km nordost om huvudstaden Helsingfors. Öns area är 2,5 hektar och dess största längd är 200 meter i öst-västlig riktning.